# 铺地黍

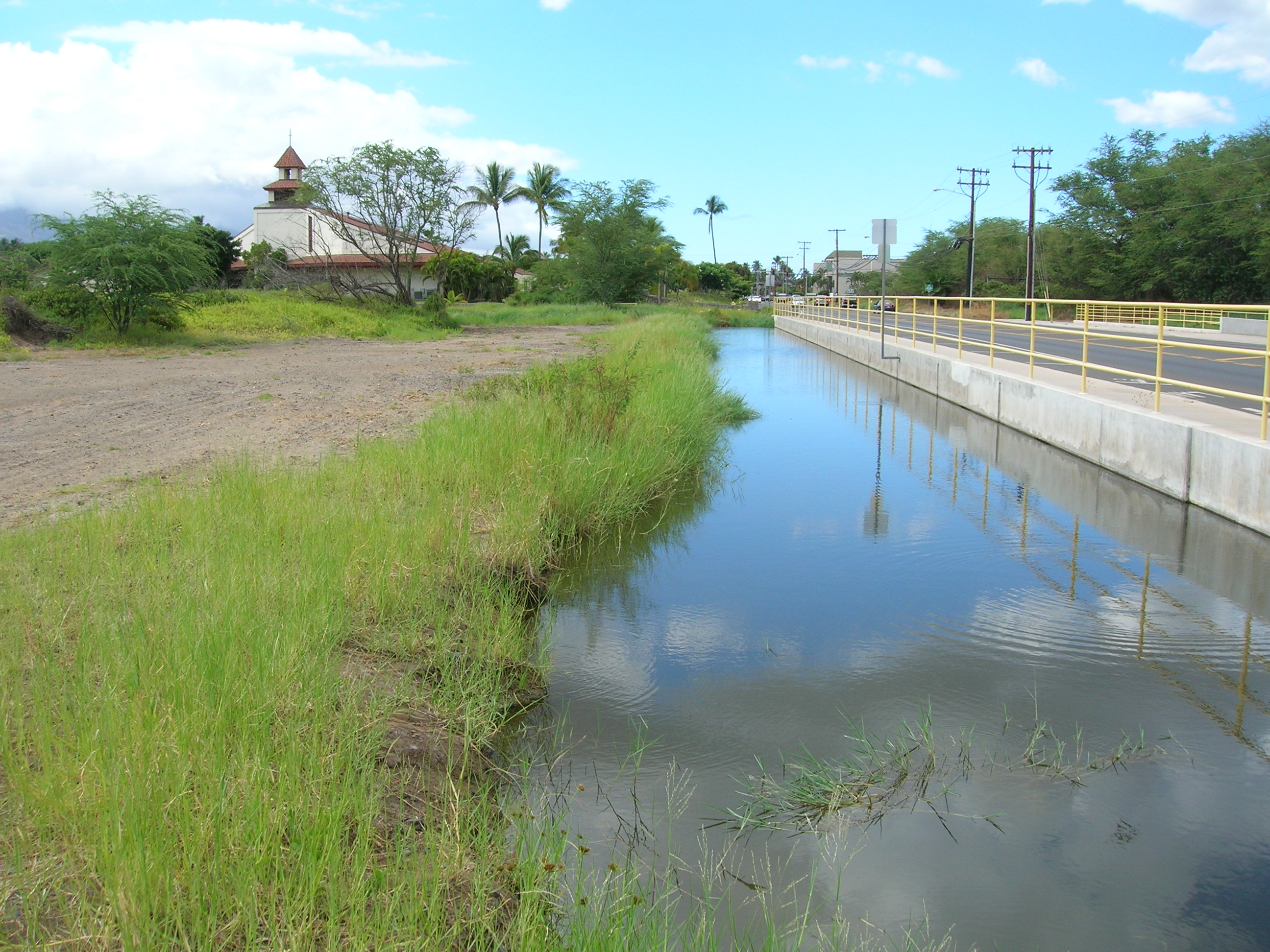
Torpedograss in a ditch

铺地黍（学名：Panicum repens）为禾本科黍属下的一个种。

## 扩展阅读
- 維基物種上的相關：铺地黍